# Luis Rodríguez Rengifo
Luis Rodríguez Rengifo fue un hacendado y político peruano. Fue miembro del Congreso Constituyente de 1931.
Fue hijo del español Máximo Rodríguez González quien explotaba el caucho y ayudó a consolidar la pertenencia al Perú de los territorios que forman parte del departamento de Madre de Dios estableciéndose en la localidad maternitana de Iberia. Rodríguez Rengifo heredó estos terrenos y conformó la empresa Colonizadora Madre de Dios la misma que fue vendida en mayo de 1944 a la Corporación Peruana del Amazonas y esta, a su vez, al Banco de Fomento Agropecuario del Perú (BFAP).
Participó en las elecciones generales de 1931 como candidato independiente y fue elegido como diputado constituyente por el departamento de Madre de Dios.
Fue elegido diputado por las provincias de Manu y Tahuamanu del Madre de Dios en 1939. Fue reelecto en 1945 durante el gobierno de José Luis Bustamante y Rivero.